# زياد كريشان
زياد كريشان هو صحفي تونسي يعمل بصحيفة المغرب. متحصل على الإجازة في الفلسفة. كان يعمل بمجلة رياليتي الناطقة بالفرنسية.
تعرض لاعتداء يوم 23 يناير 2012 أمام مقر المحكمة التي تنظر يومها في قضية قناة نسمة حيث ردد المتجمهرون جملا من بينها «يا كريشان يا عميل.» و«يا عدو الله.»